# لويد تومسون
لويد تومسون (بالإنجليزية: Lloyd Thomson)‏ هو دبلوماسي أسترالي، ولد في 22 مايو 1919 في Footscray, Victoria ‏ في أستراليا، وتوفي في 26 أغسطس 2015.